# PCMCIA

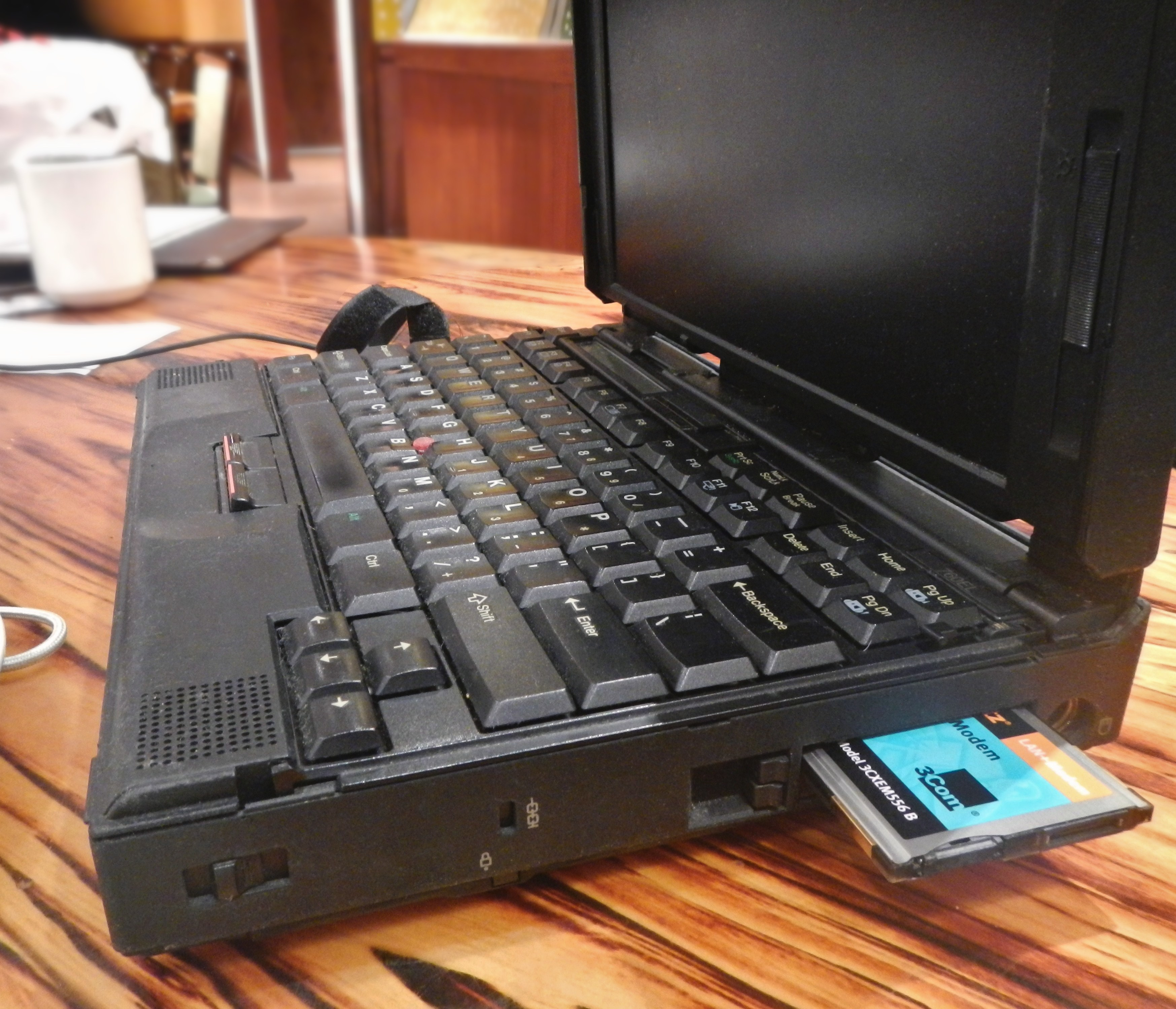
Un dispositivo PCMCIA

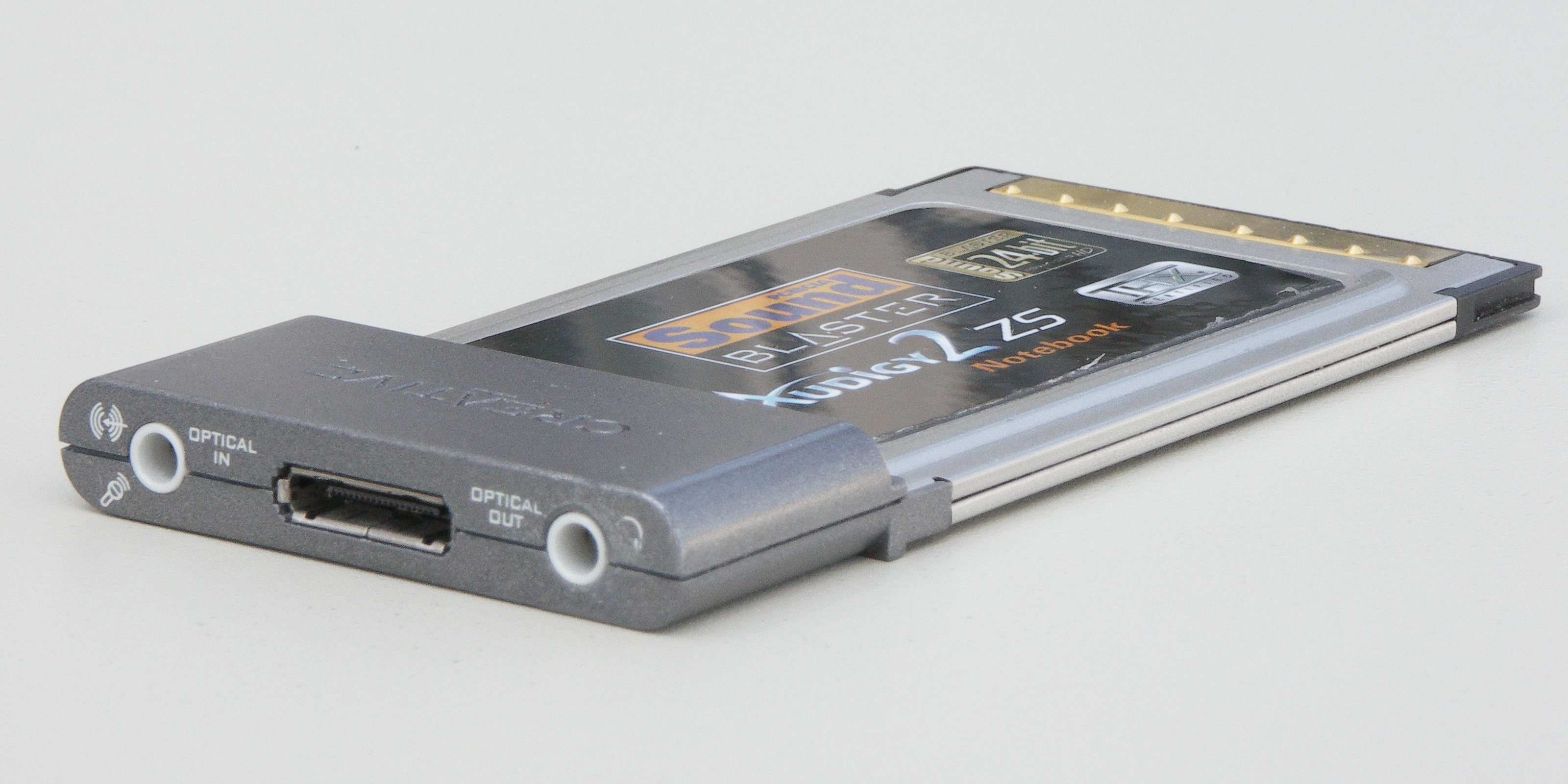
Ejemplo de una tarjeta PCMCIA.

PCMCIA es el acrónimo de la «Personal Computer Memory Card International Association», que en español es «Asociación internacional de tarjetas de memoria para equipos personales».
Existen muchos tipos de dispositivos disponibles con formato de tarjeta PCMCIA: módem, tarjetas de sonido, tarjetas de red.
La proliferación de los diferentes equipos portátiles, como PC portátiles o las PDA (agendas electrónicas), hizo necesario el desarrollo de dispositivos requeridos para todo tipo de equipos portátiles. Se dio prioridad al desarrollo de tarjetas estándar, diseñadas para la compatibilidad entre dispositivos periféricos, como complementos de memoria y módem, que eran propiedad única y exclusiva de dicha marca, excluyendo el uso de dispositivos similares hechos por otros fabricantes. Generalmente, estos dispositivos periféricos no fueron diseñados para ser intercambiados con otros equipos.
Como resultado de ello hubo una expansión en la industria, a fin de que los fabricantes de sistemas informáticos pudieran normalizar cada máquina y su capacidad. Este método permitiría a los usuarios seleccionar a sus proveedores y también compartir periféricos con otros sistemas. Originalmente estos dispositivos eran principalmente tarjetas de memoria. Estas tarjetas de memoria se utilizan a veces en lugar de disquetes para intercambiar datos o ampliar la memoria del sistema informático. La funcionalidad de estas tarjetas se ha ampliado más allá de las tarjetas de memoria, que sumado a su facilidad de uso, tamaño compacto, compatibilidad de plataformas y aplicaciones, ha derivado en una creciente popularidad en los últimos años.

## Asociación internacional
La PCMCIA (Personal Computer Memory Card International Association) se fundó en 1989 con el objetivo de establecer estándares para circuitos integrados y promover la compatibilidad entre los sistemas portátiles, donde solidez, bajo consumo eléctrico y las pequeñas dimensiones son los factores más importantes. Entre sus miembros se incluyen Dell, Hewlett-Packard, IBM, Intel, Lexar Media, Microsoft, SCM Microsystems y Texas Instruments.
A medida que las necesidades de los usuarios de equipos portátiles han cambiado, también el estándar de las tarjetas de PC. Ya en 1991 PCMCIA se había definido una interfaz de entrada/salida para el mismo conector de 68 pines que inicialmente se usaba en las tarjetas de memoria. A medida que los diseñadores se daban cuenta de la necesidad de un software común para aumentar la compatibilidad, se fueron añadiendo primero las especificaciones de servicios de socket, seguidos de los servicios de especificación de tarjeta.
La asociación PCMCIA se disolvió entre 2009 y 2010. Las especificaciones han sido adoptadas por el USB Implementers Forum (USB-IF).

## Interfaces desarrolladas bajo el estándar PCMCIA
- PC Card (originalmente llamado "PCMCIA" hasta su versión 2.0)
- CardBus
- ExpressCard